# Confidenza (саундтрек)
Confidenza (Music for the Film by Daniele Luchetti) — саундтрек до італійського драматичного трилера Confidenza 2024 року, написаний англійським музикантом Томом Йорком та спродюсований Семом Петтс-Девісом. Це друга робота Йорка над саундтреком до повнометражного фільму. Він вийшов 26 квітня 2024 року на лейблі XL Recordings.

## Передумови і запис
Режисер фільму Даніеле Лукетті вперше працював з Йорком над документальним фільмом про Карлу Фраччі Codice Carla, в якому використовувалася музика гурту Йорка Atoms for Peace. Йорк погодився написати музику для Confidenza після того, як сценарій «наштовхнув на деякі музичні нитки». Лукетті описав їхній процес як пошук «обхідного шляху; створення музики більше через підтекст, ніж через саму розповідь». Йорк і Лукетті «постійно шукали щось, що звучало б трохи не так». Лукетті сказав, що вони працювали над створенням напруги, одночасно розкриваючи почуття головних героїв, як дещо безглуздих.
У записі взяли участь Лондонський сучасний оркестр і джазовий ансамбль, до складу якого входять барабанщик Том Скіннер і саксофоніст Роберт Стілман, які раніше виступали з групою Йорка The Smile. Продюсером виступив Сем Петтс-Девіс, який продюсував саундтрек до фільму Suspiria 2018 року та альбом The Smile 2024 року Wall of Eyes.

## Промо і реліз
Про участь Йорка було оголошено в січні 2024 року, напередодні прем'єри фільму на Міжнародному кінофестивалі в Роттердамі. Музика Йорка була використана в головному трейлері. У лютому Йорк зіграв трек «The Big City» під час одного з шоу Smile «Artist in Residence» для BBC Radio 6 Music.
Саундтрек було анонсовано 22 квітня 2024 року, разом із синглами «Knife Edge» і «Prize Giving». На пісню «Knife Edge» було випущено відео, що містить кадри з фільму, створені монтажером фільму Аелем Далльє Вегою. 26 квітня саундтрек вийшов на стрімінгових сервісах одночасно з італійським релізом фільму, а 12 липня — у роздрібному продажі.

## Трек-лист
Автор музики і слів Том Йорк. 
| #     | Назва                 | Тривалість |
| ----- | --------------------- | ---------- |
| 1.    | «The Big City»        | 7:49       |
| 2.    | «Knife Edge»          | 3:19       |
| 3.    | «Letting Down Gently» | 1:18       |
| 4.    | «Secret Clarinet»     | 1:23       |
| 5.    | «In the Trees»        | 1:20       |
| 6.    | «Prize Giving»        | 3:12       |
| 7.    | «Four Ways in Time»   | 4:56       |
| 8.    | «Confidenza»          | 3:47       |
| 9.    | «Nosebleed Nuptials»  | 3:36       |
| 10.   | «Bunch of Flowers»    | 2:11       |
| 11.   | «A Silent Scream»     | 0:38       |
| 12.   | «On the Ledge»        | 2:30       |
| 36:09 |                       |            |

## Персоналії
- Том Йорк — композиція та тексти, вокал, виконання, оформлення обкладинки
- Сем Петтс-Девіс — продюсування, зведення, звукорежисер
- Г'ю Брант — оркестрування, диригування
- Метт Колтон — мастеринг
- Франческа Едвардс — асистентка звукорежисера (RAK London)
- Стенлі Донвуд — дизайн
- Лондонський сучасний оркестр — струнне виконання
- Джазовий ансамбль
  - Роберт Стілман (бендлідер) — тенор-саксофон, бас-кларнет, кларнет
  - Челсі Кармайкл — флейта, альтова флейта, тенор-саксофон
  - Том Челленджер — баритон-саксофон, кларнет, тенор-саксофон
  - Піт Воррем — баритон-саксофон, флейта
  - Байрон Валлен — труба, флюгельгорн
  - Натаніель Кросс — тромбон, бас-тромбон
  - Розі Туртон — тромбон
  - Том Герберт — контрабас
  - Ніл Чарльз — контрабас
  - Том Скіннер — барабани і перкусія